# Pueblos nórdicos

Mapa mostrando los asentamientos nórdicos durante los siglos al y las rutas de incursiones y comercio, a menudo inseparables.

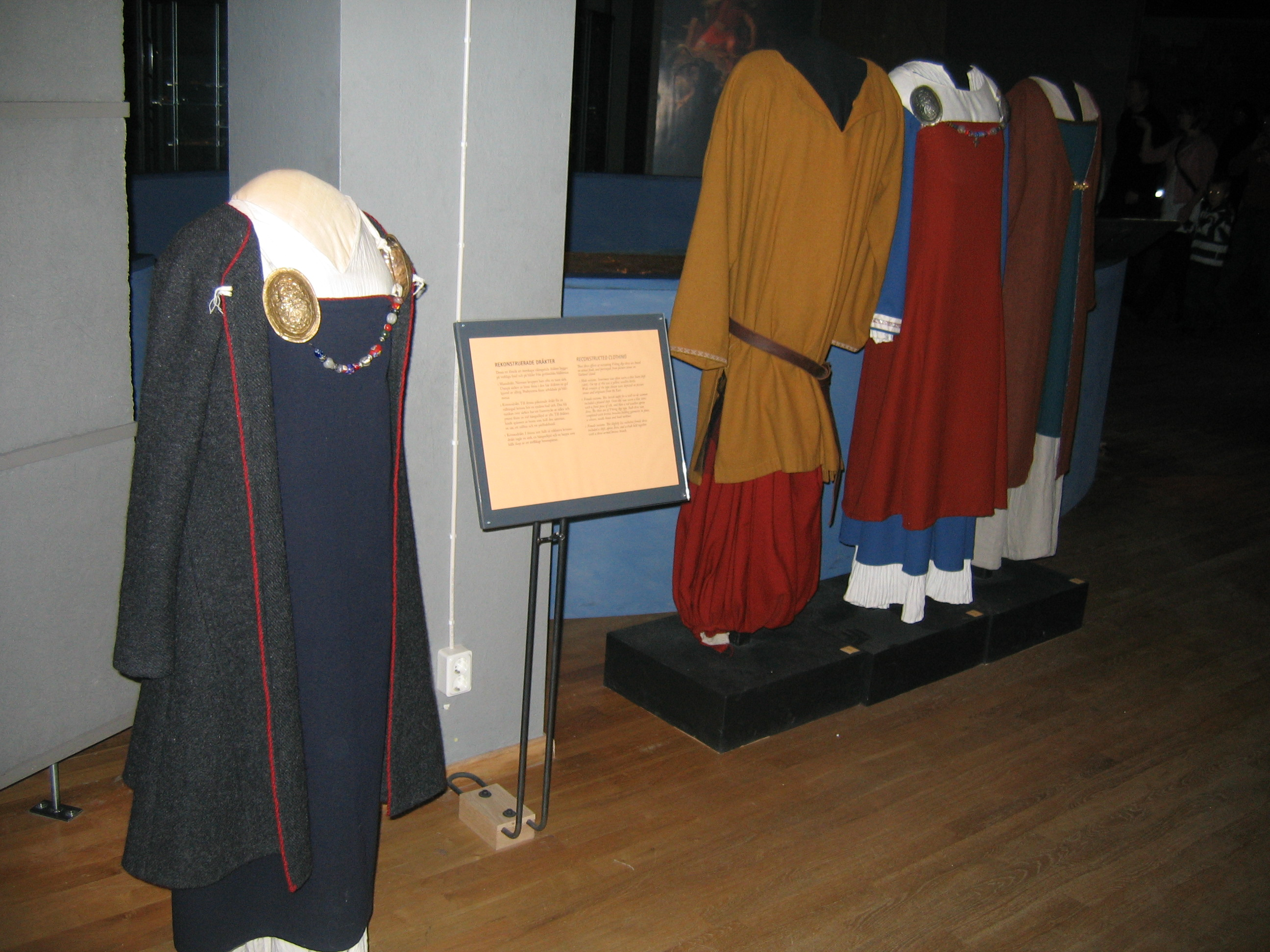
Vestimentas de los pueblos nórdicos antiguos en un museo sueco en Estocolmo.

Hombres del norte o nórdicos es un concepto historiográfico que identifica en su conjunto al grupo humano escandinavo que hablan lenguas nórdicas como idiomas nativos. El nórdico en particular se refiere al nórdico antiguo que pertenece a la rama germánica septentrional de las lenguas indoeuropeas, en particular el noruego, islandés, feroés, sueco y danés en sus formas tempranas.
El apodo generalizado nórdico se aplica a los grupos humanos asentados en las zonas más habitables de Escandinavia, generalmente en el centro y el sur y primordialmente en zonas costeras durante el periodo comprendido entre finales del siglo VIII hasta el siglo XI. Poseían abundantes asentamientos y pequeños reinos en las zonas que actualmente cubren parte de las Islas Feroe, Inglaterra, Escocia, Gales, Islandia, Finlandia, Irlanda, Rusia, Sicilia, Canadá, Groenlandia, Francia, Ucrania, Estonia, Letonia, Lituania, Polonia y Alemania. El término normandos estaba más asociado con el pueblo de origen nórdico asentado en Normandía, Francia que asimiló la cultura francesa e idioma y el término Finn-Galls (los hiberno-nórdicos de origen noruego) a los pueblos de ascendencia nórdica asentados en Irlanda y Escocia que asimilaron la cultura gaélica.
En el siglo VIII la súbita y constante irrupción de los vikingos ya se podía sentir en todo el territorio de Pictia. Eran vikingos paganos del perfil más salvaje, desenfrenado y despiadado compuesto por Finn-Gall o noruegos, y Dubh-Gall o daneses.
Los vikingos compartían el mismo término nórdico al menos durante la temprana Edad Media, especialmente en relación con ataques y saqueos monásticos en Inglaterra e Irlanda. El apodo hombres del norte se hizo popular por la famosa plegaria A furore normannorum libera nos domine ("De la furia de los hombres del norte líbranos Señor"), sin duda alguna atribuible a los monjes de los monasterios saqueados por incursiones vikingas en los siglos VIII y IX.

## Otros nombres
A los nórdicos también se les conocía como ascomanni o ashmen por los alemanes, Lochlanach (lit. nórdico) por los irlandeses y Dane (daneses) por los anglosajones.
Los eslavos, árabes y bizantinos los conocían como Rus' o Rhōs, probablemente derivado de varios usos de rōþs-, término relacionado con la actividad de "remar", o quizás derivado del área de Roslagen, Suecia, de donde procedían muchos de los nórdicos que devastaban las tierras eslavas. Los arqueólogos e historiadores coinciden actualmente que los asentamientos escandinavos en tierras eslavas dieron nombre a Rusia y Bielorrusia como naciones.
Los eslavos y bizantinos también los llamaron varegos (del nórdico antiguo: Væringjar, que significa los “hombres del juramento” o del eslavo варяги (varyagui) supuestamente derivado de la raíz вар- (var-) “beneficio”, por su procedencia del norte buscando provecho de los intercambios comerciales sin ser productores, lo que comportaba una impresión negativa en la cultura eslava de aquel periodo). La guardia de élite del emperador bizantino estaba compuesta por expertos guerreros escandinavos conocidos como guardia varega, temidos y respetados por aliados y enemigos.

## Uso moderno
En nórdico antiguo, el término norrœnir menn (hombres del norte), se usa para referirse a la población germánica de Escandinavia en el norte de Europa (suecos, daneses, noruegos, feroenses e islandeses), que corresponde al inglés Norsemen.
En las lenguas escandinavas modernas, no existe una palabra común para el apodo. En Suecia, se usa a veces el término nordmän pero los noruegos y daneses carecen de un calificativo para los antiguos pueblos nórdicos y simplemente se les denomina incorrectamente vikings de forma genérica, también en Suecia. En Noruega, nordmann, y en Dinamarca, nordmand, es un gentilicio común para un noruego. En Islandia, Norðmaður significa un hombre procedente de Noruega, pero Norrænn maður es el término que aplican para un hombre germánico del norte (escandinavo). En las Islas Feroe, Norðmaður también significa un hombre procedente de Noruega, pero los términos Norrønur maður o Norrøn kvinna/fólk se usan para un hombre germánico del norte o pueblo germánico del norte respectivamente.
No obstante existe el calificativo nordbo (en sueco: nordborna, en danés: nordboerne, en noruego: nordboerne o nordbuane en plural), usado tanto para los antiguos moradores de Escandinavia como para cualquiera que hable una de las lenguas germánicas del norte.